# Edip Sigl
Edip Sigl (* 1985 in Hatay, Türkei) ist ein deutsch-türkischer Koch.

## Werdegang
Sigl wuchs in Köln auf. Nach der Ausbildung ab 2002 im Restaurant Gut Lärchenhof in Pulheim (ein Michelinstern) ging Sigl 2005 zum Restaurant Hugos in Berlin (ein Michelinstern) und 2007 zum Restaurant Residenz bei Heinz Winkler in Aschau im Chiemgau (drei  Michelinsterne), wo er Johann Rappenglück kennenlernte. 2008 wechselte er zum Restaurant Amador zu Juan Amador in Langen (drei Michelinsterne) und 2010 als Souschef zu Amadors Zweitrestaurant Amesa in Mannheim (ein Michelinstern). 2012 unternahm er eine Weltreise. Im März 2013 ging er zum Restaurant Les Deux in München zu Johann Rappenglück (ein Michelinstern). 
Von 2019 bis 2020 war er Küchenchef im Les Deux, das auch unter ihm 2019 mit einem Michelinstern ausgezeichnet wurde. 2020 kam ein zweiter Michelinstern hinzu. Ende 2020 verließ Sigl das Les Deux.
Seit Mai 2021 ist er Küchenchef im neu eröffneten Restaurant Es:senz im Achental Resort in Grassau. Der Restaurantname beginnt mit den Initialen von Edip Sigl. Im März 2022 wurde sein Restaurant mit zwei Michelinsternen ausgezeichnet; 2024 kam der dritte Stern hinzu.

## Privates
Sigl ist verheiratet und hat zwei Töchter.

## Auszeichnungen
- 2019: Ein Michelinstern im Guide Michelin 2018 für das Restaurant Les Deux[3]
- 2020: Zwei Michelinsterne im Guide Michelin 2020 für das Restaurant Les Deux[4]
- 2020: Aufsteiger des Jahres, Der Große Restaurant & Hotel Guide Ausgabe 2021[10]
- 2022: Zwei Michelinsterne im Guide Michelin 2020 für das Restaurant Es:senz[7]
- 2023: Koch des Jahres, Der Große Restaurant & Hotel Guide[11]
- 2024: Drei Michelinsterne im Guide Michelin 2020 für das Restaurant Es:senz[8]